# 韦基奥港
韦基奥港（法語：Porto-Vecchio，法語發音：[pɔʁto vekjo]），法国东南部城市，位于科西嘉岛上，是南科西嘉省的一个市镇，隶属于萨尔泰讷区，其市镇面积为168.7平方公里，2022年1月1日时人口数量为11,536人，是该省人口第二多的市镇，仅次于省会阿雅克肖，在法国城市中排名第805位。
韦基奥港位于南科西嘉省东南部，地中海海滨，是一个区域性的中心城市，旅游业是当地主要的经济支柱。

## 地名来源

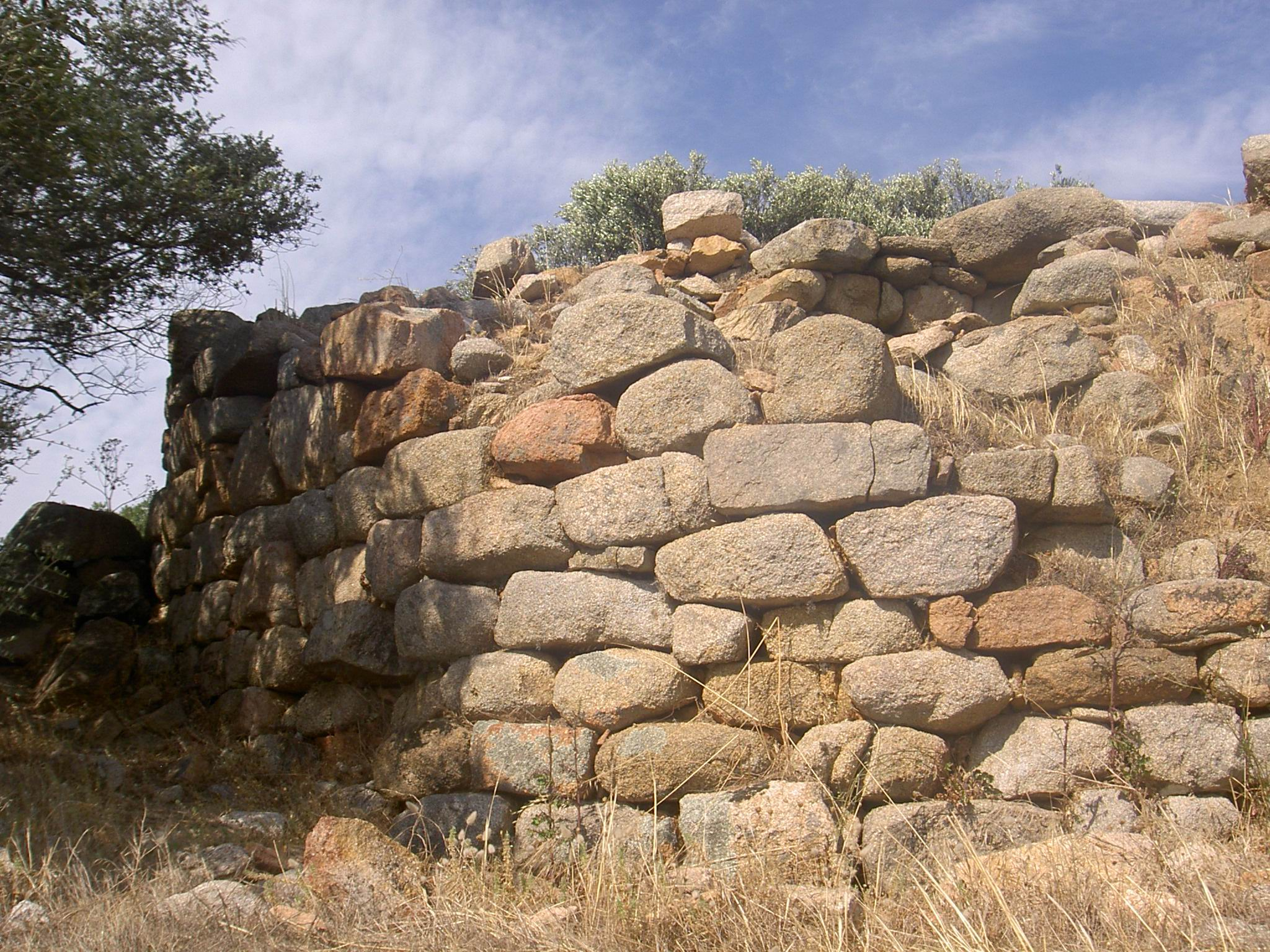
韦基奥港城堡遗址

“Porto-Vecchio”一名来自意大利语对科西嘉语的转写，其意为“老港”。

## 历史
韦基奥港历史上长期为科西嘉岛东海岸的一个普通渔村。1539年，热那亚人占领韦基奥港，在此修建了一处教堂，并开辟了一处军事城堡。1540至1589年间，韦基奥港城堡三次被科西嘉土著军队破坏，但直到1768年，热那亚人才彻底离开韦基奥港及科西嘉。19世纪末，韦基奥港被开辟成为科西嘉岛东南部重要的港口，开辟了多条连接欧洲大陆的轮渡航线。1935年，韦基奥港成为科西嘉东海岸铁路线的南端终点，但第二次世界大战期间被中断，此后该铁路未能恢复重建。二战后，韦基奥港成为法国重要的旅游城市，当地出现了大批度假村，多名法国政客及娱乐明星在此拥有私宅。

## 地理

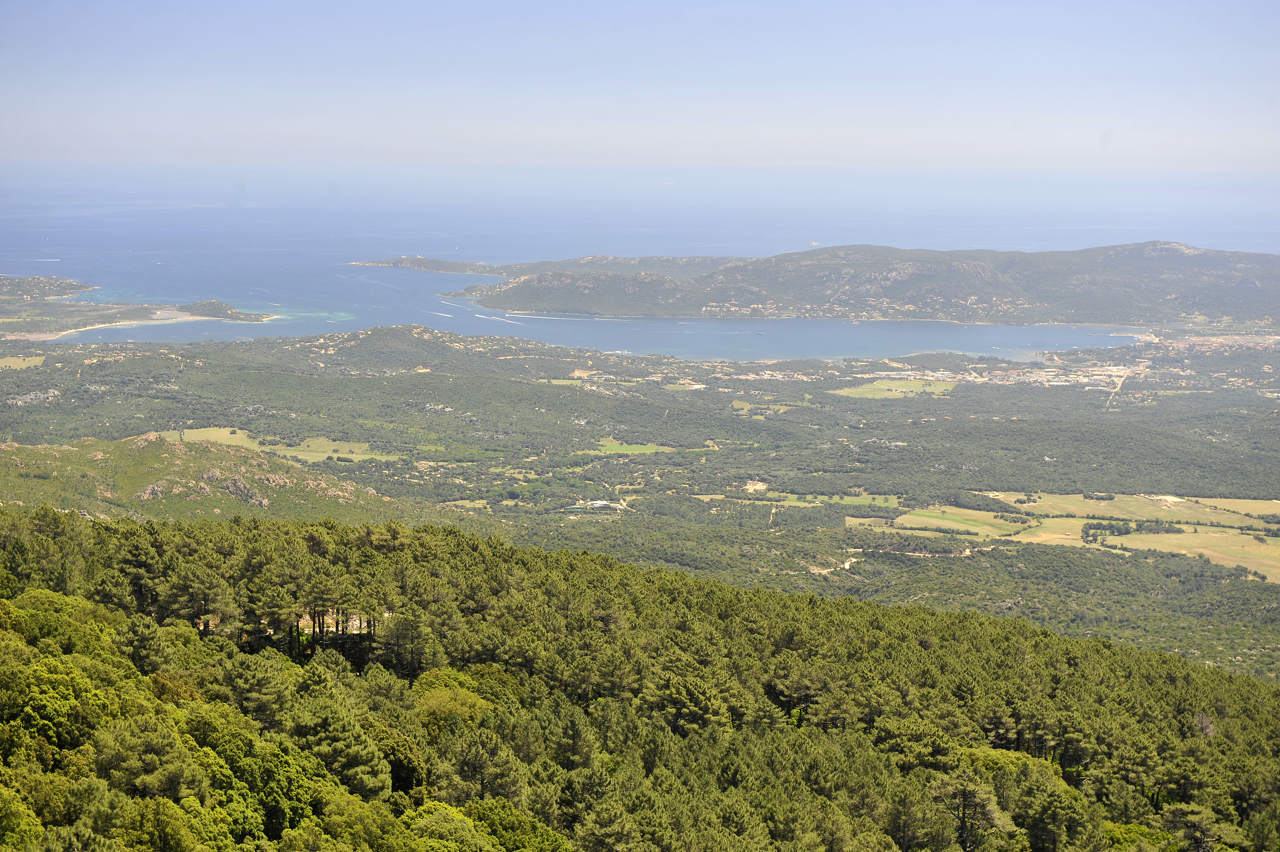
韦基奥港海湾

韦基奥港位于法国东南部，科西嘉大区东南部和南科西嘉省东南部，距离省会阿雅克肖大约139公里。与韦基奥港接壤的市镇包括：博尼法乔、卡尔比尼、莱奇、莱维、索塔。

### 地形
韦基奥港位于科西嘉岛东海岸的两处岬角之间，海拔自海岸线向内陆快速提升，市区为丘陵，全境海拔在0到1,316米之间。

### 水文
韦基奥港位于地中海沿岸，其所临的海湾以其命名。斯塔比亚丘河（Stabiacciu）流经境内南部并独立入海，其入海口附近开辟有盐场。

### 植被
韦基奥港属于亚热带硬叶林区，主要的林地分布于境内的山间及坡地上。

### 气候
韦基奥港在柯本气候分类法中属于地中海气候。
韦基奥港境内设有气象站，以下为该气象站的数据（其中日照数据取自菲加里）：
| 韦基奥港1981年－2019年 | 韦基奥港1981年－2019年 | 韦基奥港1981年－2019年 | 韦基奥港1981年－2019年 | 韦基奥港1981年－2019年 | 韦基奥港1981年－2019年 | 韦基奥港1981年－2019年 | 韦基奥港1981年－2019年 | 韦基奥港1981年－2019年 | 韦基奥港1981年－2019年 | 韦基奥港1981年－2019年 | 韦基奥港1981年－2019年 | 韦基奥港1981年－2019年 | 韦基奥港1981年－2019年 |
| 月份                   | 1月                    | 2月                    | 3月                    | 4月                    | 5月                    | 6月                    | 7月                    | 8月                    | 9月                    | 10月                   | 11月                   | 12月                   | 全年                   |
| ---------------------- | ---------------------- | ---------------------- | ---------------------- | ---------------------- | ---------------------- | ---------------------- | ---------------------- | ---------------------- | ---------------------- | ---------------------- | ---------------------- | ---------------------- | ---------------------- |
| 历史最高温 °C（°F）    | 21.5 (70.7)            | 22.5 (72.5)            | 23 (73)                | 25 (77)                | 31.4 (88.5)            | 35.3 (95.5)            | 37.4 (99.3)            | 37.8 (100.0)           | 36 (97)                | 29.3 (84.7)            | 26.2 (79.2)            | 22.6 (72.7)            | 37.8 (100.0)           |
| 平均高温 °C（°F）      | 13.5 (56.3)            | 13.5 (56.3)            | 15.2 (59.4)            | 17.8 (64.0)            | 21.7 (71.1)            | 25.8 (78.4)            | 29.7 (85.5)            | 29.5 (85.1)            | 26.3 (79.3)            | 21.9 (71.4)            | 17.4 (63.3)            | 14.3 (57.7)            | 20.6 (69.1)            |
| 日均气温 °C（°F）      | 10.6 (51.1)            | 10.5 (50.9)            | 12 (54)                | 14.3 (57.7)            | 17.9 (64.2)            | 21.7 (71.1)            | 25.4 (77.7)            | 25.3 (77.5)            | 22.5 (72.5)            | 18.8 (65.8)            | 14.6 (58.3)            | 11.6 (52.9)            | 17.1 (62.8)            |
| 平均低温 °C（°F）      | 7.8 (46.0)             | 7.5 (45.5)             | 8.8 (47.8)             | 10.8 (51.4)            | 14.2 (57.6)            | 17.7 (63.9)            | 21.1 (70.0)            | 21 (70)                | 18.8 (65.8)            | 15.8 (60.4)            | 11.8 (53.2)            | 8.9 (48.0)             | 13.7 (56.7)            |
| 历史最低温 °C（°F）    | −1.5 (29.3)            | −2.9 (26.8)            | 0.7 (33.3)             | 4.8 (40.6)             | 6.4 (43.5)             | 10.9 (51.6)            | 15.6 (60.1)            | 15.4 (59.7)            | 9.9 (49.8)             | 7 (45)                 | 3.5 (38.3)             | 0 (32)                 | −2.9 (26.8)            |
| 平均降水量 mm（）      | 67.1 (2.64)            | 128.2 (5.05)           | 70 (2.8)               | 123.6 (4.87)           | 115.7 (4.56)           | 24.6 (0.97)            | 7.3 (0.29)             | 12.7 (0.50)            | 49.1 (1.93)            | 153.8 (6.06)           | 85.3 (3.36)            | 153.6 (6.05)           | 991.1 (39.02)          |
| 月均日照時數           | 128.2                  | 144                    | 204.4                  | 218.9                  | 292.3                  | 332                    | 375.5                  | 331.6                  | 250.8                  | 195.9                  | 132                    | 114.6                  | 2,720.2                |
| 来源：infoclimat.fr    |                        |                        |                        |                        |                        |                        |                        |                        |                        |                        |                        |                        |                        |

## 行政区划
韦基奥港是法国科西嘉大区南科西嘉省的一个市镇，编号为2A247，它也是南科西嘉省的一个副省会。韦基奥港隶属于萨尔泰讷区，管理大南县和巴韦拉县，同时也是南科西嘉市镇公共社区的办公驻地。
法国国家统计与经济研究所（简称）在进行数据统计时，未将韦基奥港划入任何城市核心区（Unité urbaine）和城市区（Aire urbaine）。同时，还将韦基奥港市镇分为了4个“块区”（IRIS），以便于统计人口分布情况。

## 交通

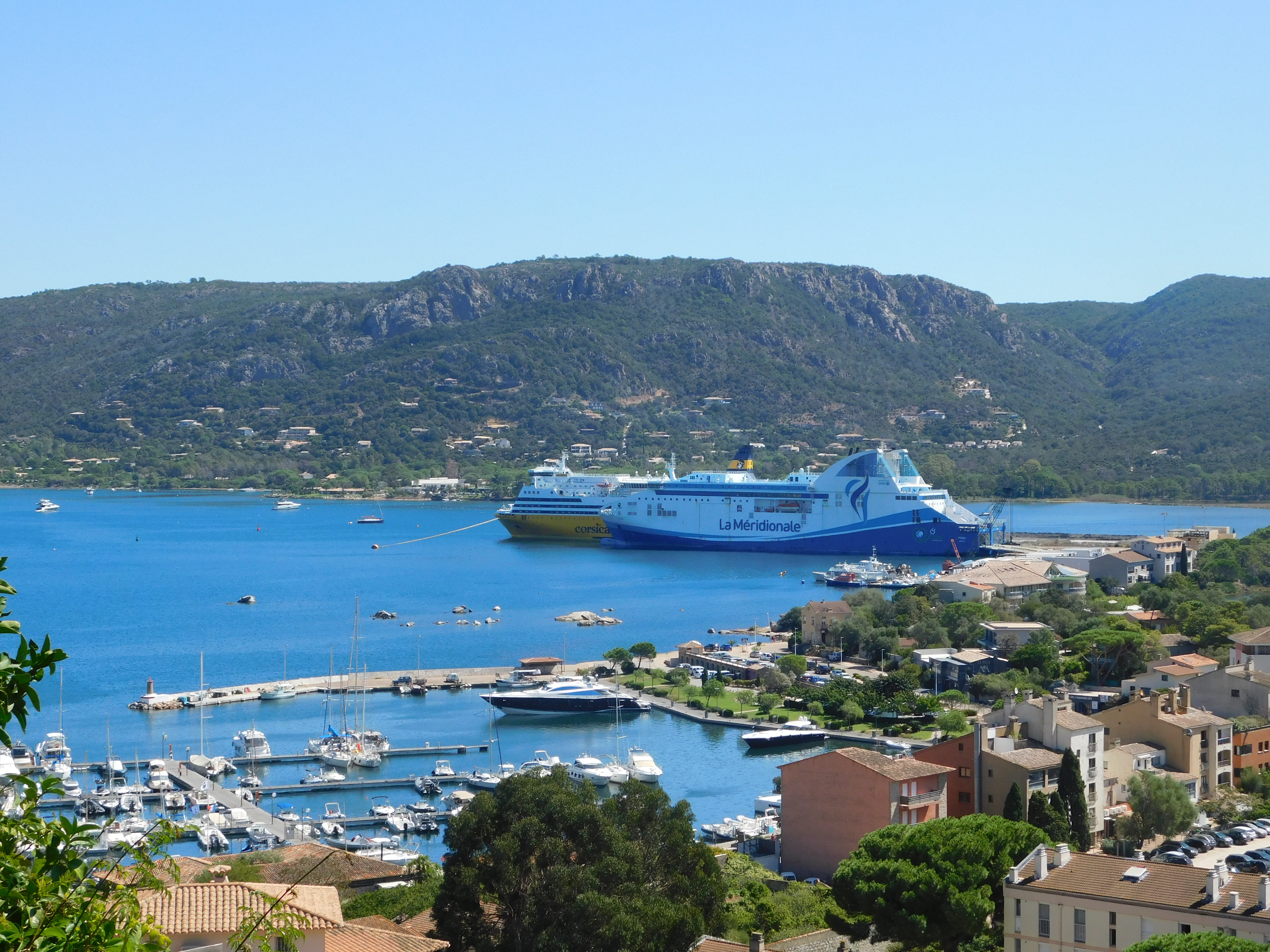
韦基奥港的一艘轮渡

### 公路
科西嘉地方10号公路经过韦基奥港境内，科西嘉城际客运提供巴士线路，可前往阿雅克肖、博尼法乔及巴斯蒂亚。
2017年，38.9%的韦基奥港家庭拥有至少一辆的私人汽车。2018年，韦基奥港境内共发生各类交通事故31起，造成2人遇难，46人受伤。

### 铁路
韦基奥港所在的科西嘉岛未与法国本土铁路网相连。韦基奥港是科西嘉东海岸铁路线的南侧终点，后者已于1943年关闭。

### 航空
距离韦基奥港最近的民用航空站为菲加里南科西嘉机场，距离韦基奥港市中心的公路里程约23公里，该机场开行前往巴黎、尼斯、马赛的常规航线。

### 港口
韦基奥港附近建有重要的地方港口，开行前往马赛的常规轮渡以及尼斯、土伦、戈尔福阿兰奇等地的季节性滚装船。

### 城市公共交通
韦基奥港市政府开行一条连接市内多个街区的免费摆渡车，全年开行。

## 政治

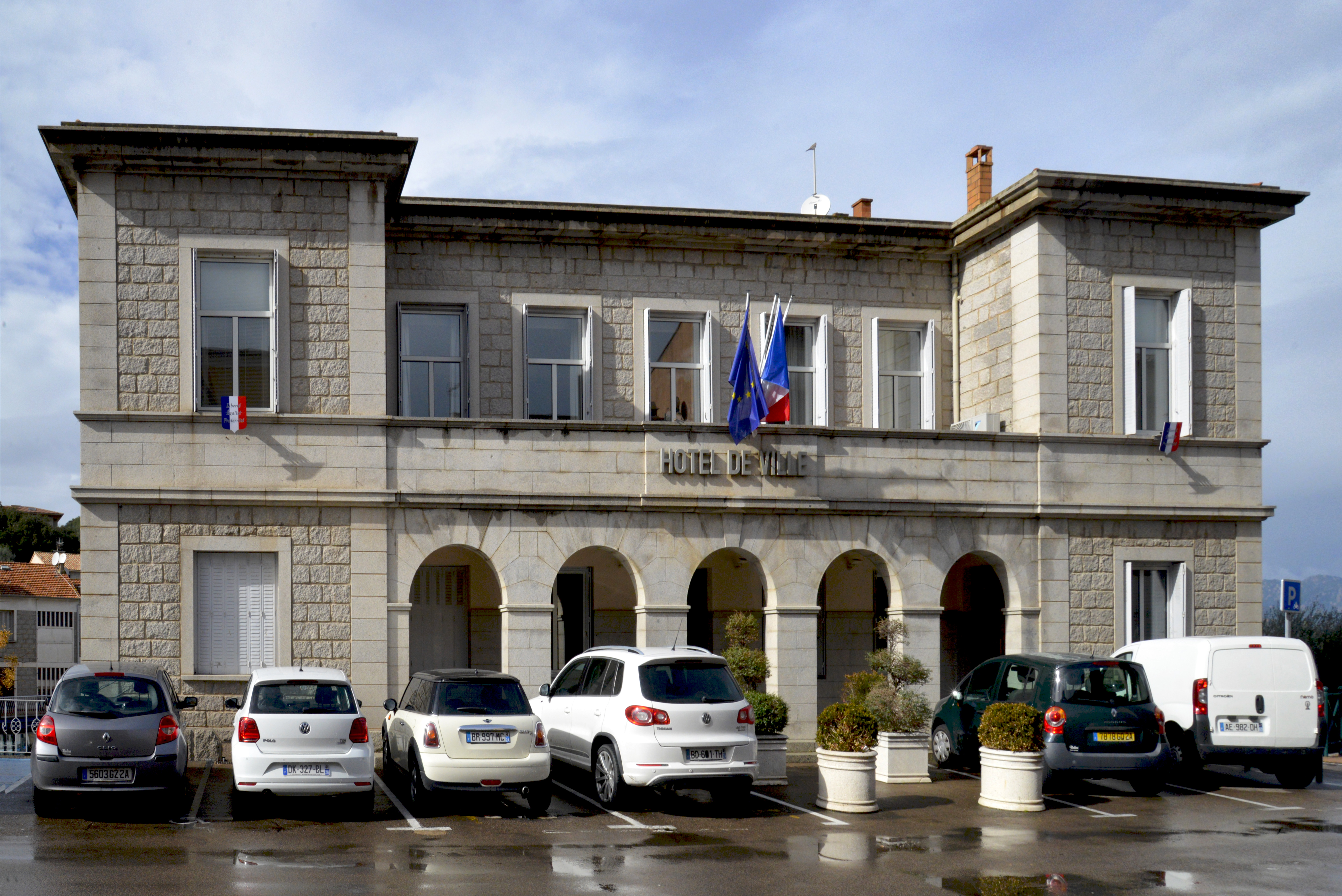
韦基奥港市政厅

韦基奥港的现任市长为让-克里斯托夫·昂热利尼先生，他是科西嘉民族党的一名成员，在2020年的市政选举中获得了的54.85%支持率。
在2017年的法国总统大选中，法国第25任总统埃马纽埃尔·马克龙在韦基奥港获得了51.78%的支持率。
| 韦基奥港历届市长 |                        |                           |
| 任期             | 市长                   | 党派                      |
| 1943年－1945年   | 让-巴蒂斯德·马塞勒西   | 不详                      |
| 1945年－1946年   | 波兰·泰拉佐尼          | 不详                      |
| 1946年－1947年   | 法布里斯·皮耶特里      | 不详                      |
| 1947年－1950年   | 让-保罗·皮耶特里       | 不详                      |
| 1950年－1997年   | 让-保罗·德·罗卡塞拉    | RPR保衛共和聯盟           |
| 1997年－2004年   | 卡米耶·德·罗卡塞拉     | UMP人民运动联盟           |
| 2004年－2020年   | 乔治·默拉              | UMP人民运动联盟 →LR共和黨 |
| 2020年－         | 让-克里斯托夫·昂热利尼 | PNC科西嘉民族党           |

## 人口
2017年，韦基奥港市镇人口数量为12,042，在法国排名第805位。其中男性5,852人，女性6,190人，75岁及以上人口占7.9%，外籍人口数量为2,684人，人口密度为71人/平方公里，当地居民被称为（男性）或（女性）。2018年，韦基奥港境内出生200人，死亡人口98人。
| 年份   | 1936  | 1946  | 1954  | 1962  | 1968  | 1975  | 1982  | 1990  | 1999   | 2006  | 2011   | 2016   | 2017   |
| ------ | ----- | ----- | ----- | ----- | ----- | ----- | ----- | ----- | ------ | ----- | ------ | ------ | ------ |
| 人口數 | 5,304 | 3,339 | 5,091 | 4,494 | 5,148 | 7,510 | 8,095 | 9,307 | 10,326 | 9,484 | 10,957 | 11,813 | 12,042 |

## 经济
韦基奥港是一个区域性的中心城市，当地共有各类用人单位4,910家，其中99.52%为中小型企业，平均历史为13年，旅游及相关产业是当地的主要就业岗位类型。

## 财政收入
2018年，韦基奥港的财政收入总额为23,921,800欧元，财政支出总额为21,596,000欧元，当年的债务总额为18,240,800欧元。
2014年，韦基奥港的人均收入总额为2,493欧元，其中高职人员为4,034欧元，普通职员为1,804欧元。
2017年，韦基奥港境内的青壮年（15至64岁）失业率为14.2%，当地40.8%的家庭拥有纳税资格。

## 社会事务

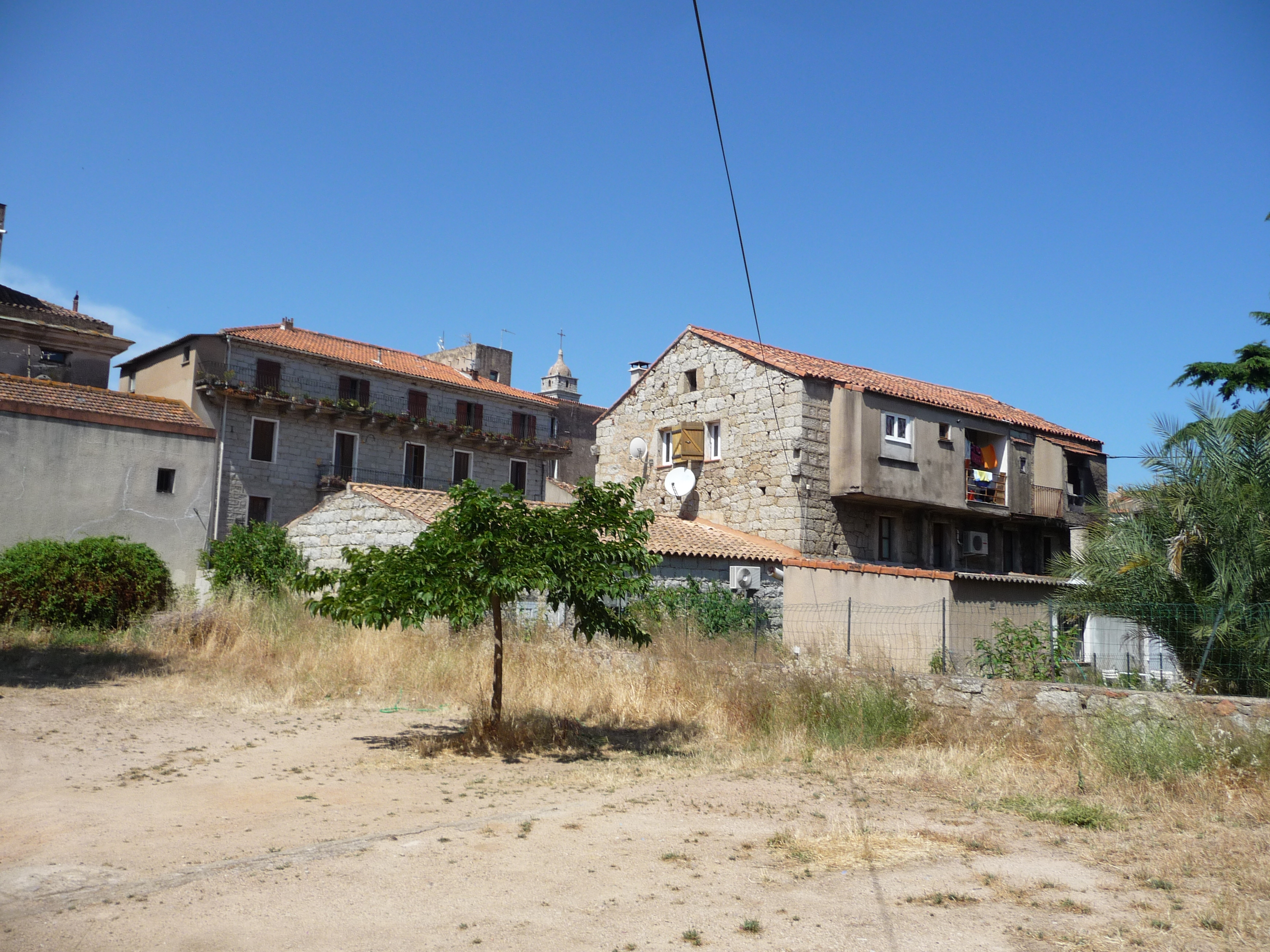
民居

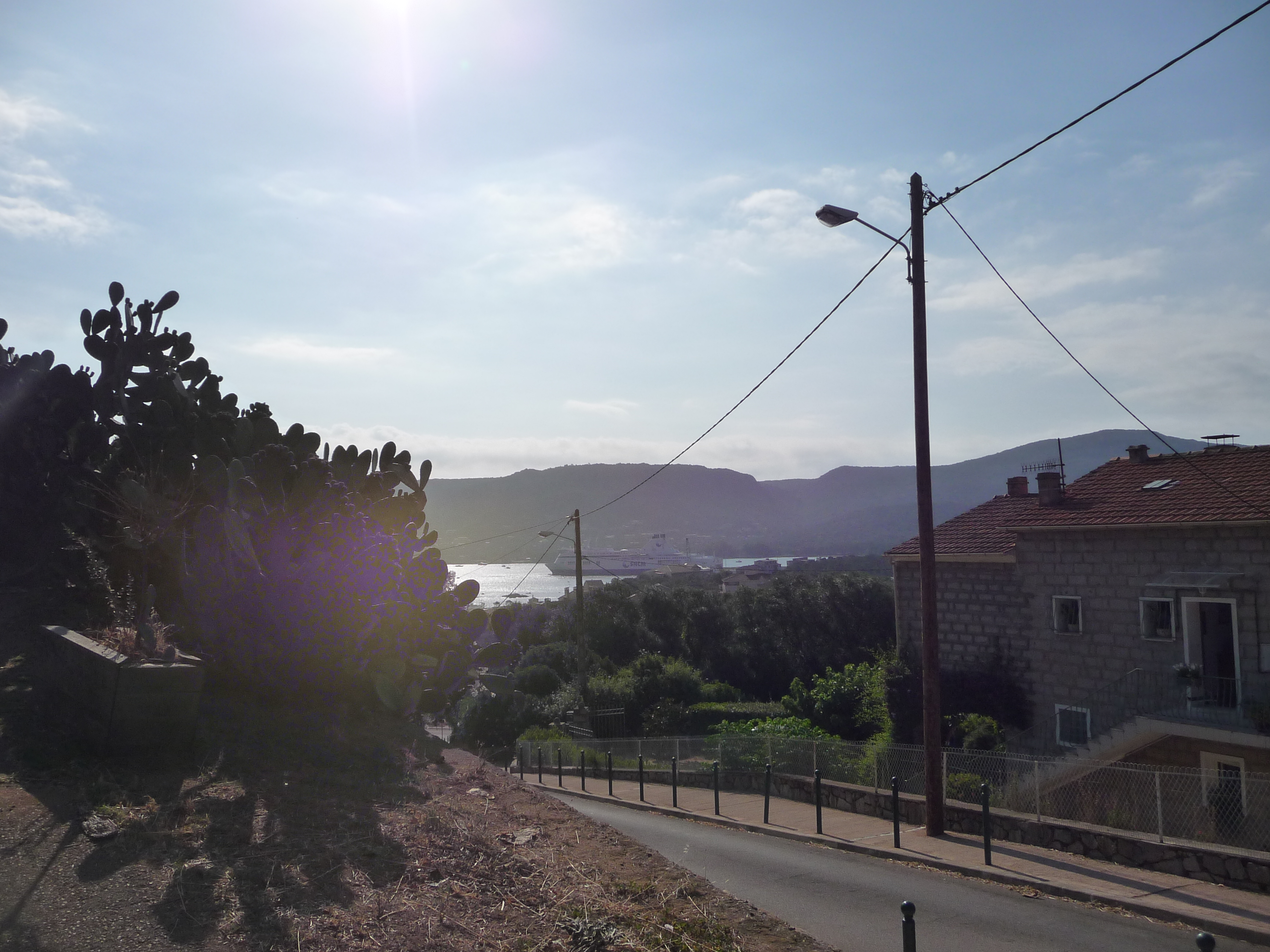
德拉居街

### 教育
韦基奥港属于科西嘉学区。截止2019年1月1日，韦基奥港境内共有2所幼儿园、6所小学、2所初级中学和1所普通高中。2018至2019学年度，韦基奥港境内共有在校中小学生1,689名。

### 医疗
截止2019年1月1日，韦基奥港境内共有全科医生12名、保健师31名、牙医24名、护士51名、耳科医生3名、眼科医生3名、皮肤科医生2名、助产士1名和儿科医生1名。境内共有药房7家、养老院1家、残疾人帮扶中心2家。
博尼法乔中心医院（Centre Hospitalier de Bonifacio）是法国的一个区域性医疗机构，主病区距离韦基奥港市区大约25公里，设有床位100个，是这一地区规模最大的公立综合性医院。

### 住房
2017年，韦基奥港境内共有各类住房12,237套，其中42%为常住房屋。集中式居民区主要分布在市区南部，普遍在五层以下。

### 商业
2018年，韦基奥港境内共有各类商铺2,615家，其中餐饮服务类1,346家。市区北部建有大型开放式商业街区。

### 体育
2019年，韦基奥港境内共有2间健身房、1座综合体育场、3处网球场、1处马术场、2处足球或橄榄球场、2处篮球或排球场以及1处高尔夫球场。
韦基奥港体育俱乐部是当地的一支足球队，成立于1935年，2020至2021赛季参加科西嘉足球联赛。

### 环境
韦基奥港的环境事务由其所属的公共社区负责。2018年，韦基奥港境内共有1家污染企业。

### 治安
2014年，韦基奥港及附近地区共发生各类案件1,335起，其中盗窃类案件769起，经济类案件162起，毒品交易类案件86起。

## 文化

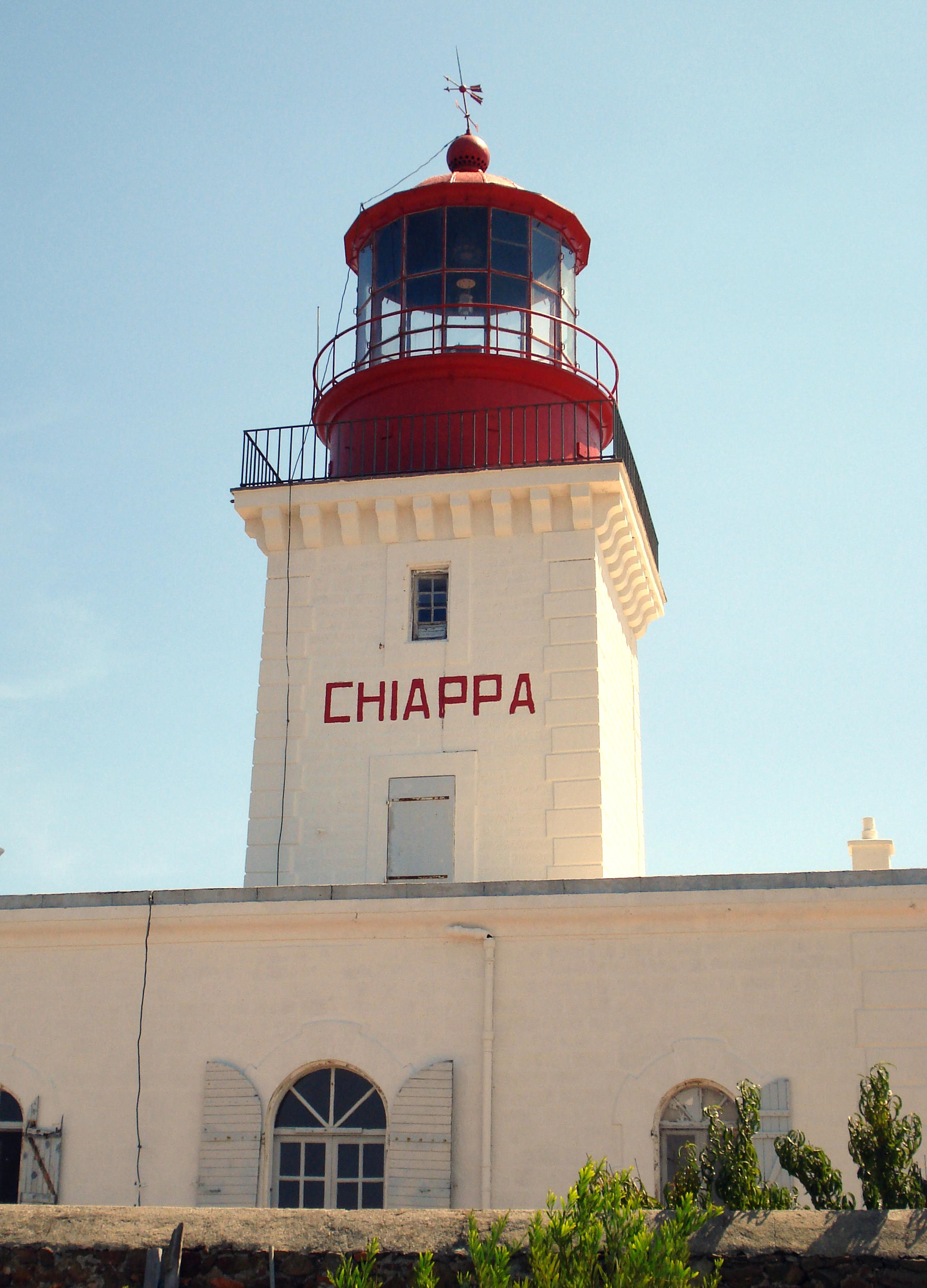
恰帕灯塔

2019年，韦基奥港境内共有1家电影院。韦基奥港市政府提供多媒体中心，向公众全年开放。

### 建筑
韦基奥港境内有多处法国国家文物保护单位，其中恰帕灯塔、圣让巴斯蒂德教堂（Église Saint-Jean-Baptiste）等为当地的代表性建筑物。

### 旅游
韦基奥港的旅游事务由其所属的公共社区负责。2020年，韦基奥港境内共有38家宾馆共计1,029间房间，另有20个露营地，可容纳共3,442辆露营车。

### 活动
韦基奥港狂欢节创建于2009年，是当地重要的地方性节日。

### 媒体
法国主要的媒体均可在韦基奥港接收，法国电视三台下属的科西嘉大区频道在部分时段播出韦基奥港所属区域的地方新闻。

## 友好城市
截至2020年10月，韦基奥港共与一座城市互为友好城市关系：
- 義大利 阿尔扎凯纳